# شیرین‌دخت دقیقیان
شیرین‌دخت دقیقیان (زادهٔ اسفند ۱۳۳۶ تهران) پژوهشگر فلسفه و نظریهٔ ادبی، سردبیر، شارح و مترجم ایرانی یهودی است. او در یک خانوادهٔ متدین یهودی در تهران چشم به جهان گشود. او در سال ۱۳۵۸ در رشتهٔ شیمی از دانشکدهٔ علوم دانشگاه ملی (دانشگاه شهید بهشتی کنونی) فارغ‌التحصیل شد. او از همان سنین نوجوانی به نویسندگی علاقه داشت. بعدها به‌دلیل آشنایی با دو زبان انگلیسی و فرانسه، علاقهٔ اصلی او در زمینهٔ ترجمه و پژوهش آثار ادبی بزرگان جهان بیش از پیش شکل گرفت. هم‌زمان با ورود به دانشگاه به عضویت سازمان دانشجویان یهود ایران درآمد و در راستای امور فرهنگی فعالیت گسترده‌ای را آغاز کرد. او از بنیان‌گذاران نشر اولین فصل‌نامهٔ سازمان دانشجویان یهود است.

## اوایل زندگی و آغاز فعالیت حرفه‌ای
او در یک خانوادهٔ متدین یهودی در تهران چشم به جهان گشود. پدر او عبدالله دقیقیان، از شخصیت‌های فرهنگی جامعهٔ کلیمی محسوب می‌شود که سال‌ها مدیریت مدارس اتحاد را بر عهده داشت. شیرین‌دخت تحصیلات ابتدایی را در دبستان اتحاد (آلیانس) و سپس دوران متوسطه را در دبیرستان‌های مرجان و اتفاق به پایان رساند و سپس به دانشکدهٔ علوم دانشگاه ملی (دانشگاه شهید بهشتی کنونی) راه یافت و نهایتاً در سال ۱۳۵۸ در رشتهٔ شیمی فارغ‌التحصیل شد. او از همان سنین نوجوانی به نویسندگی علاقه‌مند بود. بعدها به‌دلیل آشنایی با دو زبان انگلیسی و فرانسه، علاقهٔ اصلی او در زمینهٔ ترجمه و پژوهش آثار ادبی بزرگان جهان بیش از پیش شکل گرفت. هم‌زمان با ورود به دانشگاه به عضویت سازمان دانشجویان یهود ایران درآمد و در راستای امور فرهنگی فعالیت گسترده‌ای را آغاز کرد. او از بنیان‌گذاران نشر اولین فصل‌نامهٔ سازمان دانشجویان یهود است.
شیرین‌دخت در سال ۱۳۵۷ خورشیدی، هنگامی که دانشجو بود، اولین کار ترجمهٔ خود را در قالب کتابی تحت عنوان تاریخ روسیه توسط انتشارات نیل به چاپ رساند. دیری نپایید که پرویز یشایایی، سردبیر روزنامهٔ تموز از او دعوت به همکاری کرد. شیرین‌دخت پنج سال به عنوان عضو هیئت تحریریه، مقالاتش را با نام مستعار «نوشین» چاپ می‌کرد.
او در سال ۱۳۶۹ خورشیدی اولین اثر نوشتاری خود را تحت عنوان منشأ شخصیت در ادبیات داستانی به چاپ رساند؛ اگر چه این کتاب اولین تجربه تحقیقی و کاوشی و جزو نخستین نمونه‌ها در آفرینش ادبی او به‌شمار می‌رود. ولی با این وجود، مدت‌ها است که این اثر به عنوان یکی از دروس دانشگاه آزاد در بخش ادبیات و زبان و نیز در دانشکدهٔ هنر تدریس می‌شود.
او در سال ۱۳۷۱، کتاب هورلا، اثر گی دو موپاسان، نویسندهٔ فرانسوی را ترجمه کرد. این کتاب پس از مدتی، جزو پرفروش‌ترین کتاب‌های سال اعلام شد.
او همچنین در زمینهٔ ادبیات کودکان، کتاب دریچهٔ یادها از تولستوی، کتاب داستان پسرم از نادین گوردیمر و کتاب دلبند از تونی موریسون را به فارسی ترجمه کرد.
در سال ۱۳۷۵ خورشیدی، کتاب اسطوره، اثر رولان بارت با موضوع فلسفی و زبان‌شناسی را ترجمه و منتشر کرد.
شیرین‌دخت دقیقیان در فاصلهٔ سال‌های ۱۳۷۷ تا ۱۳۸۰ خورشیدی، مسئولیت ریاست هیئت دبیران و مدیر اجرایی نشریهٔ مطالعات فلسفی، هنر و زیباشناختی مرکز تحقیقانی هنری تهران را عهده‌دار بود و در سال ۱۳۷۹ به عنوان عضو هیئت ترجمهٔ دایرةالمعارف تاریخ بشر یونسکو، در مرکز بین‌المللی گفت‌وگوی تمدن‌ها پذیرفته شد و به عنوان نویسنده در نشریهٔ این مرکز بین‌المللی کار کرد.
او در سال ۲۰۰۰ میلادی به اتفاق خانواده‌اش به آمریکا رفت و پس از استقرار در لس‌آنجلس، فعالیت‌های نوشتاری خود را دنبال کرد. ابتدا به عنوان سردبیر در مجلهٔ چشم‌انداز مشغول به کار شد اما چند ماه بعد به دلایلی از این سمت کناره گرفت و ترجیح داد مستقلاً فعالیت‌های فرهنگی را پیگیری کند.
او از سال ۲۰۰۳ به عنوان نویسندهٔ همراه، در وبگاه «ایران امروز» مقالاتش را به صورت دیجیتالی منتشر کرد و در فاصله سال‌های ۲۰۰۷ تا ۲۰۰۹، سه کتاب از تألیفات یهودا برگ، اندیشمند آمریکایی را با نام نیروی کبالا، رمز و نخ قرمز ترجمه کرد و به چاپ رساند.
دقیقیان در اوایل سال ۲۰۱۰، با همکاری جمعی از اندیشمندان و رهبران مذهبی جامعهٔ یهودی و با حمایت سازمان فدراسیون یهودیان ایرانی در لس‌آنجلس، بنیاد فرهنگی هارامبام را تحت عنوان یک مرکز غیرانتفاعی ثبت و تأسیس کرد.
سال ۲۰۱۱، توسط بنیاد ایرانی هارامبام، ماحصل سال‌ها مطالعه و تحقیق آثار موسی بن میمون، فیلسوف خردگرای قرن دوازدهم میلادی را تحت عنوان شرحی بر دلالت الحائرین، به دو زبان فارسی و انگلیسی همراه با ترجمهٔ کامل رسالهٔ راهنمای سرگشتگان همراه را منتشر کرد.
در سال ۲۰۱۳، هم‌زمان با اولین انتشار گاه‌نامهٔ فلسفی خرمگس، سردبیری آن به شیرین‌دخت محول شد و او در کنار اندیشمندانی چون رامین جهانبگلو و اسفندیار طبری، به عنوان مدیران مسئول و هیئت دبیران به فعالیت پرداخت.
آثار ارائه شده توسط شیرین‌دخت دقیقیان مشتمل بر ۲۲ اثر تحقیقی، شرح فلسفی و ترجمه بیش از ۱۰۰ مقاله برای کنفرانس‌های دانشگاهی و نشریه در زمینهٔ فلاسفه، تاریخ و نیز علم تفسیر و تعبیر راجع به کتب مقدس و نظریه‌های ادبی معاصر منتشر شده‌اند.

## آثار

### تألیفات
- نردبانی به آسمان: نیایشگاه در تاریخ و فلسفهٔ یهود (نخستین کتاب آکادمیک ایران دربارهٔ یهودیان)[۴]
- شخصیت‌پردازی در ادبیات داستانی: پژوهشی در نقش پروتوتایپ‌ها در آفرینش ادبی
- فناجویی یا انسان‌خدایی؟: پژوهشی در عرفان ایرانی و حکمت قبالا[۵][۶][۷]
- اندیشه‌های لیبرال پیرامون آزادی[۸]

### ترجمه‌ها
- دلبند
- نقد و حقیقت
- هورلا
- داستان پسرم
- اسطورهٔ امروز
- درجهٔ صفر نوشتار
- نخ قرمز
- از دریچهٔ یادها

### شرح‌ها
- شرحی بر رسالهٔ کشور یهود[۹]
- شرحی بر دلالت الحائرین